# Station Duisburg-Ruhrort
Station Duisburg-Ruhrort is een spoorwegstation in de Duitse plaats Duisburg. Het station werd in 1848 geopend.
DVG tramlijn 901 heeft een halte voor het station.